# クイネン・ウィリアムズ
クイネン・ウィリアムズ（Quinnen Williams, 1997年12月21日 - ）は、アメリカ合衆国アラバマ州バーミングハム出身のプロアメリカンフットボール選手。NFLのニューヨーク・ジェッツに所属している。ポジションはディフェンシブタックル。同じくジェッツに所属しているクインシー・ウィリアムズは実兄である。

## 高校時代
ウィリアムズは、アラバマ州バーミングハムにあるWenonah高校に通った。母親は2010年に乳がんで亡くなった。2016年に247スポーツによって、ウィリアムズは全米17位のディフェンシブ・タックルとランクづけられた。元々オーバーン大学に進学する予定であったが、2015年6月30日、アラバマ大学への進学を明らかにした。

## アラバマ大学
大学1年目は赤シャツとして過ごした。2017年には全14試合に出場し、20タックル、2サックを記録した。
2019年1月11日、2019年のNFLドラフトにエントリーすることを発表した。

## プロ入り後

### ニューヨーク・ジェッツ
2019年のNFLドラフトで、1巡全体3位でニューヨーク・ジェッツから指名を受けた。2019年7月25日、ジェッツと4年3,250万ドルで契約合意した。
2022年シーズン開幕前にチームから5年目の契約オプションを行使され、シーズンではチームトップの12サックと28QBヒットを記録し、自身初のオールプロファーストチームにも選出された。
2023年7月13日、ジェッツとの間で、6,600万ドルが保証された4年9,600万ドルの契約延長に合意した。
2024年シーズン、3年連続となるプロボウルに選出された。